# 森町消防本部
森町消防本部（もりまちしょうぼうほんぶ）は、北海道茅部郡森町の消防部局（消防本部）。

## 沿革
「森町消防の沿革」参照
- 2005年（平成17年）：森町と砂原町が合併し、新たな森町が誕生。森町消防本部・森町消防署・森町消防署砂原支署設置。
- 2006年（平成18年）：消防庁舎新築移転。
- 2007年（平成27年）：消防・救急デジタル無線運用開始。

## 組織
「森町消防の組織」参照
- 消防本部・消防署
  - 庶務課
  - 警防課
  - 予防課
  - 砂原支署

## 消防車両
「消防本部（署）・支署・分団機械器具配置表」参照
- 水槽付消防ポンプ自動車：4
- 消防ポンプ自動車：1
- 救急自動車：3
- 広報車：1
- 指令車：1
- 作業用連絡車：1
- 作業車：1

## 消防署
| 消防署     | 住所          | 支署               |
| ---------- | ------------- | ------------------ |
| 森町消防署 | 字森川町280-4 | 砂原：字砂原1-60-1 |

## 参考資料
- “令和5年版 消防年報” (PDF).   森町消防本部 (2023年). 2024年7月12日閲覧。